# Evangelický kostel (Jindřichův Hradec)
Evangelický kostel v Jindřichově Hradci byl postaven roku 1906. Je sídlem farního sboru Českobratrské církve evangelické v Jindřichově Hradci. Jedná se o jednolodní sakrální stavbu v secesním slohu s prvky lidové architektury a neogotiky podle projektu architekta Matěje Blechy.

## Popis
Jedná se o jednolodní secesní modlitebnu s ostře hrotitými okny.  Dovnitř se vchází z boku nevysokou věží, na níž visí charakteristická lucerna. Věž nese jehlancovou střechu. Střechy kostela vystupují dopředu na dřevěných konzolách. Nad vchodem do kostela se nachází znak Bible s kalichem, nad nimiž je vyveden nápis: „Myť kážeme Krista ukřižovaného I. Kor. 1,23“. Loď kostela je vybavena kruchtou s varhanami, na protější straně je zakončena apsidou s kazatelnou a stolem Páně. V pravém rohu lodi před apsidou se nachází neogotická křtitelnice, kterou roku 1908 sboru daroval kníže z Waldenburgu.

## Vznik

### Počátky
Založení evangelického kostela velmi úzce souviselo s životem evangelické menšiny ve městě. V 16. a 17. století žilo ve městě protestantů relativně velké množství a dalo by se spíše hovořit o evangelické většině. Už ve 14. století se na Jindřichohradecku usazovali pronásledovaní valdenští. První zmínka o nich pochází z roku 1312. V době husitské se od roku 1420/1421 dostávají na několik desetiletí do rukou utrakvistů kostely Nanebevzetí Panny Marie a sv. Václava. Na počátku 16. století v Jindřichově Hradci působil také reformační kazatel Kliment Ursin Bosák. Místní utrakvistické si roku 1594 postavili kostel sv. Trojice, kde v tzv. pikartské kapli konala svá shromáždění i Jednota bratrská.  I přes různé dějinné zvraty a občasnou nepřízeň vrchnosti i roku 1595 zahájené působení jezuitů je město na přelomu 16. a 17. století nejméně ze tří čtvrtin protestantské. Kromě utrakvistů a českých bratří mají ve městě své zastoupení i německy mluvící luteráni. Zásadní zlom pak pro náboženskou situaci znamenala bitva na Bílé hoře (1620) a především Obnovené zřízení zemské platící v Čechách od roku 1627.

### Od roku 1781 po stavbu kostela
Rekatolizace byla obecně na jihu Čech dosti úspěšná a Jindřichův Hradec nebyl výjimkou. Po vyhlášení tolerančního patentu se zřejmě nikdo z města k nekatolické víře nepřihlásil. Až později se v Jindřichově Hradci objevují evangelíci, přičemž jde především o lidi, kteří se přistěhovali z okolních vesnic. Podle údajů sčítání lidu z roku 1886 se k evangelickému vyznání hlásily čtyři osoby. Teprve 19. června 1904 vzniká v Jindřichově Hradci kazatelská stanice sboru v Horních Dubenkách. Věřící se scházeli v soukromém domě továrníka Otty Jungmanna v dnešní Nežárecké ulici č. 105/IV (tehdejší ulice Na Nežárce). Samotnému založení kazatelské stanice předcházely emocionálně vypjaté události provázející pohřeb dvouapůlleté Marty dcery evangelíka Otty Jungmanna. Překážky, které pohřbu kladl probošt Jirák, správce katolického hřbitova u kostela sv. Trojice, vyvolaly v širší společnosti pohoršení. Současně celý případ naklonil veřejné mínění  na stranu do té doby ve městě málo početných evangelíků a přinesl jim sympatie a někdy i podporu spoluobčanů. Během roku 1905 pak mladá kazatelská stanice kupuje za výhodných podmínek políčko od židovského továrníka Zigmunda Singera v nynější Bratrské ulici. Budovu modlitebny navrhuje Matěj Blecha, jehož projektu byla dána přednost před návrhem Jana Kotěry, a provedením stavby je pověřena stavební firma Františka Černého. Dne 29. dubna 1906 byl položen základní kámen a v září téhož roku byla stavba dokončena. Posvěcení se nová modlitebna dočkala 28. září 1906. Tak byl kostel předán do užívání církve.
Podle velmi podobného návrhu byl roku 1908 postaven evangelický kostel v nepříliš vzdálené obci Heidenreichstein v dnešním Rakousku.

## Z kazatelské stanice samostatným sborem
Po vzniku Československa se kazatelská stanice spolu se svým mateřským sborem v Horních Dubenkách stala součástí nově vzniklé Českobratrské církve evangelické. Díky přestupovému hnutí rychle rostla členská základna, a tak se stal Jindřichův Hradec 7. března 1922 samostatným sborem. Mezi lety 1928 a 1929 byla k budově kostela přistavěna jednopatrová fara. Jednalo se o navázání na starší plány, už plán architekta Matěje Blechy počítal s farním bytem. Fara měla původně vzniknout již dříve, vybudování přístavby však oddálila první světová válka.

## Další stavební vývoj
Mezi lety 1955 až 1957 byla k lodi kostela přistavěna apsida podle návrhu architekta Bohumila Bareše a na kruchtu instalovány varhany. Roku 1968 byla k faře přistavěna garáž a o rok později byla její střecha upravena na terasu farního bytu. V roce 1979 proběhly velké opravy chrámu i fary. Velkých změn doznal především interiér kostela, ať už se jednalo o nové lavice nebo nahrazení původní dřevěné podlahy dlažbou. Tehdy byla na stěnu nad apsidou umístěna trojice stylizovaných dřevěných křížů. Vznikla také mozaika Milosrdného Samaritána s nápisem: „Miluj Hospodina Boha svého a miluj bližního svého jako sám sebe L 10,27“, jež zdobí stěnu apsidy. Autorem mozaiky je tehdejší farář Zbyněk Honzal (farář sboru v letech 1966 až 1987). Tentýž je také autorem mozaiky střemhlav letící holubice s nápisem „Proste a dáno bude vám“ na jihozápadní stěně lodi. 7. dubna roku 1988 byl kostel a fara (nemovitost č.p. 129/IV) zapsána do státního seznamu nemovitých kulturních památek pod rejstříkovým číslem 47410/3-5672.

## Současnost
V současné době využívá kostel Farní sbor církve českobratrské evangelické v Jindřichově Hradci k bohoslužbám a dalším sborovým a jiným aktivitám. FS ČCE Jindřichův Hradec spadá pod Jihočeský seniorát. 

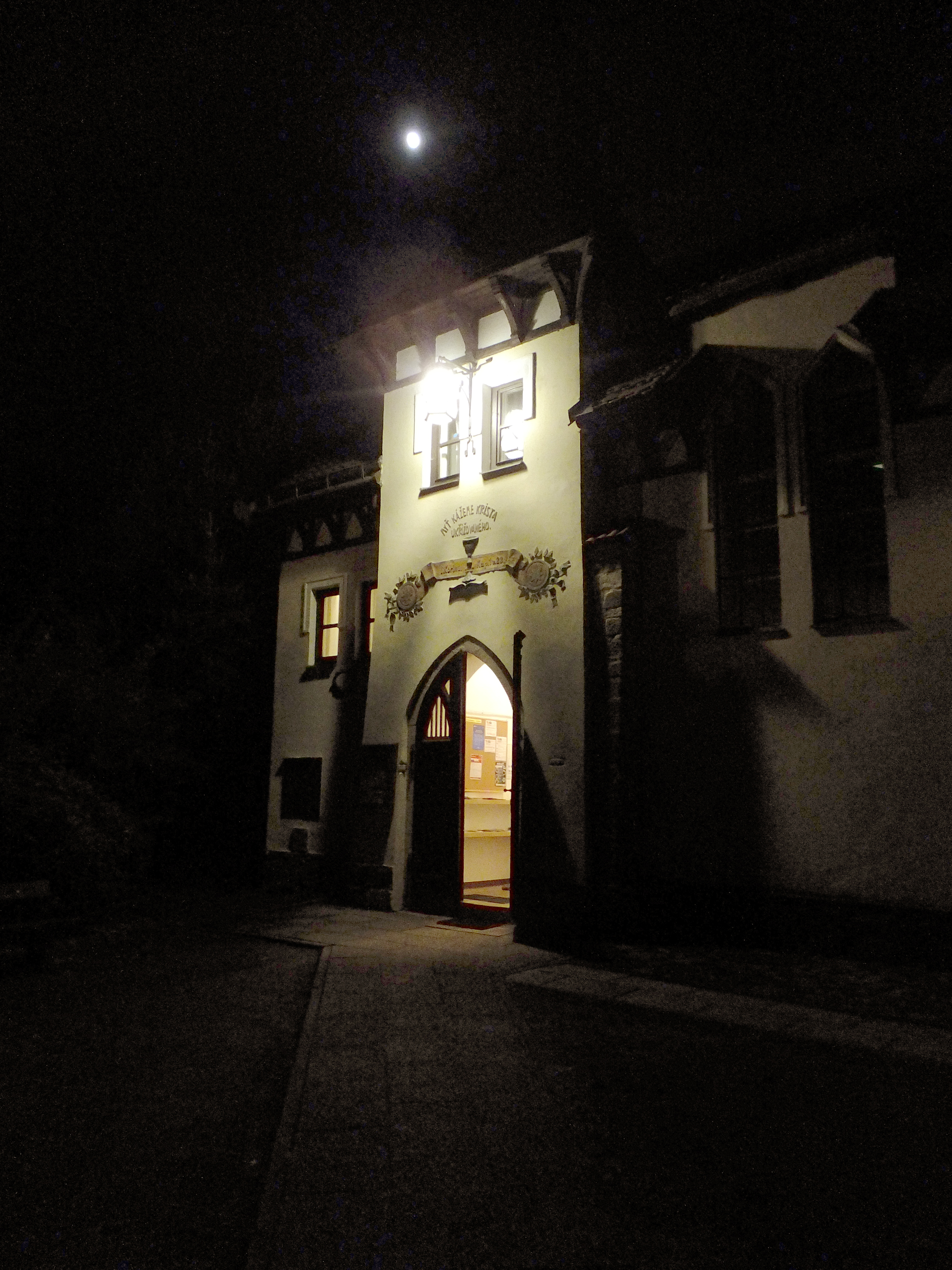
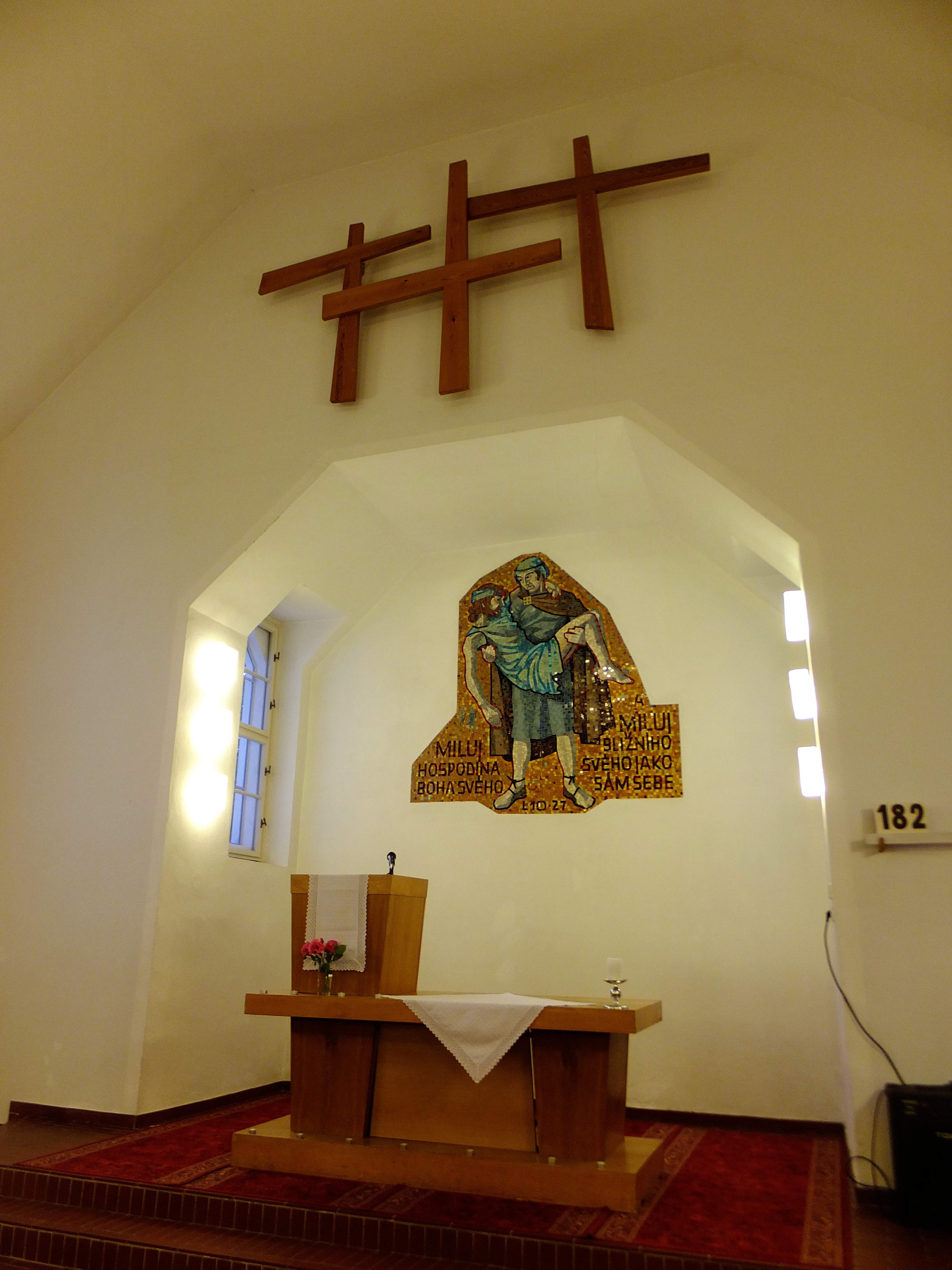